# Sacca Fisola
Otok Sacca Fisola [sàka fìzola] je otok v Beneški laguni v Jadranskem morju. Upravno spada pod italijansko deželo Benečija (pokrajina Benetke).
Otok je nastal v šestdesetih letih preteklega stoletja z bonifikacijo večje barene in je torej sacca. To je ime za predele Beneške lagune, kamor se odlaga odpadni gradbeni material in blato, ki se odstranjuje pri čiščenju kanalov. Navadno ta material ustvari podlago za gradnjo novega otoka. Upoštevanja vredno je, da je sacca ekološka rešitev določenih problemov, saj se uporabljeni material samo prenese iz enega kraja lagune na drugega, kar ne vpliva na globalno prostorninsko razmerje. Nasprotno je za laguno uničujoče, ko se gradijo otoki z doprinosom materiala iz drugih krajev, torej ne izkopanega iz lagune same, kot so recimo kamenje in opeka, ki prihaja iz kopnega. Tak način gradnje, ki je bil uveden na primer pri realizaciji Porto Marghera, ruši ravnotežje naravnih sil v laguni in je glavni vzrok visoke vode.
Na otoku je v zadnjih desetletjih zraslo moderno bivalno središče s cerkvijo in večjim športnim centrom. Južni deli otoka so rezervirani za skladišča in odlagališče odpadkov. Proti zahodu se nahaja druga manjša sacca, imenovana Sacca San Biagio, na kateri so se do nedavnega sežigali odpadki. 